# Прыжок в пустоту
«Прыжок в пустоту» (итал. Salto nel vuoto) — кинофильм режиссёра Марко Беллоккьо, вышедший на экраны в 1980 году. Исполнители главных ролей Мишель Пикколи и Анук Эме были удостоены актёрских наград на Каннском кинофестивале, а Беллоккьо получил премию «Давид ди Донателло» за лучшую режиссуру.

## Сюжет
Уважаемый юрист Мауро Понтичелли испытывает серьёзные проблемы в семейной жизни: его сестра Марта, с которой они неразлучны с самого детства и которая всё более противится его опеке, кажется, вскоре окончательно сойдёт с ума. Это заставляет его часто задумываться о смерти, чему способствует и его профессиональная деятельность. Понтичелли расследует случай самоубийства, которое совершила женщина, выбросившись из окна. Он разыскивает мужчину неопределённых занятий, именующего себя свободным художником, агрессивная речь которого на автоответчике погибшей, вероятно, подтолкнула ту наложить на себя руки. Юриста посещает мысль использовать это новое знакомство для решения своих проблем...

## В ролях
- Мишель Пикколи — Мауро Понтичелли
- Анук Эме — Марта Понтичелли
- Микеле Плачидо — Джованни Шабола
- Гизелла Буринато — Анна
- Антонио Пьованелли — Квазимодо
- Анна Орсо — Марилена
- Пьер Джорджо Беллоккьо — Джорджо